# Première brigade mixte
La première brigade mixte, aussi connue sous le nom de Brigade « Líster » est une unité de l'Armée Populaire de la République qui a combattu durant la Guerre civile espagnole. Elle est la première unité créée selon le système des Brigades Mixtes et a participé aux principales batailles qui ont eu lieu au cours du conflit.

## Histoire
L'unité a été créée en octobre 1936, dans le contexte d'une réorganisation générale des milices et des colonnes républicaines de la zone centre. Ses origines remontent aux forces formées par le Cinquième régiment, qui, au mois d'octobre, constituent à Alcalá de Henares la base de la première Brigade Mixte. La 1re BM se décompose alors en bataillons « Líster », « Victoria », « Amanecer » et « Gallego ». La brigade est placée sous le commandement du communiste Enrique Líster,, de Manuel Puente comme commissaire politique et de Miguel Rodríguez Pavón comme chef d'État-Major.

### Front central

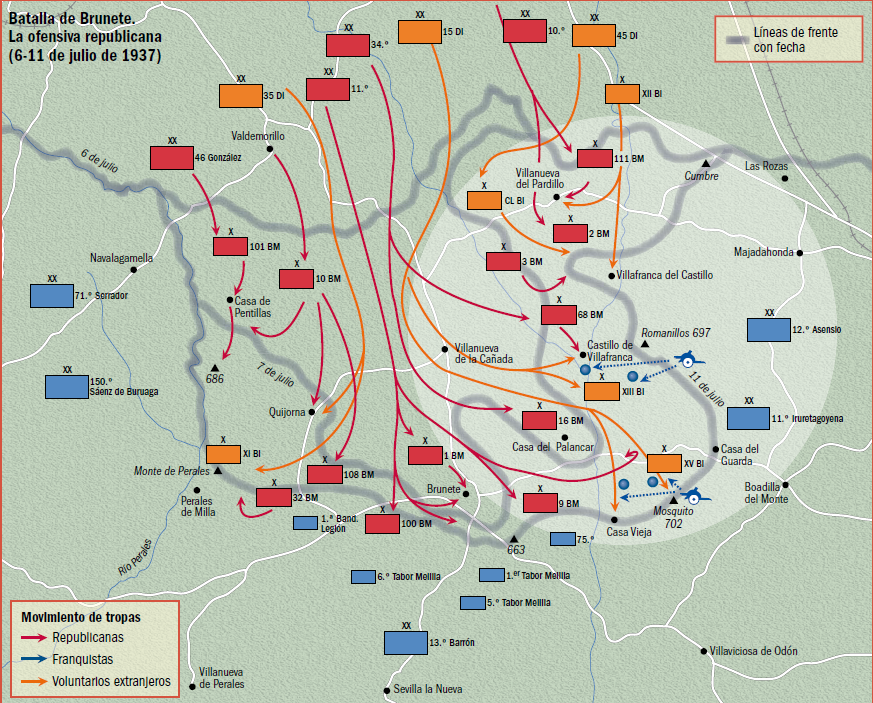
Carte de l'attaque républicaine dans le secteur de Brunete. Opérations du 6 au 11 juillet 1937.

La nouvelle unité a effectué son baptême du feu lors de la bataille de Seseña, le 30 octobre, en appui de la contre-attaque menée par les chars soviétiques contre les forces insurgées. Au début de la Bataille de Madrid, l'unité est déployée à Vallecas, où elle parvient à arrêter les attaques de l'Armée d'Afrique contre la capitale. Elle continue de défendre la capitale sur la rive gauche du fleuve Manzanares. À ce moment, la brigade passe à 8 bataillons et est divisée avec une nouvelle première brigade mixte « Bis » (plus tard reconstituée en tant que 9e brigade mixte. Le 7 janvier 1937, l'unité se situe au Puente de Vallencas et reçoit l'ordre de contre-attaquer à la Casa de Campo en direction d'Aravaca. Le 19 janvier, la brigade attaque la Colline des Anges mais échoue, après avoir occupé quelques positions ennemies.
Le 3 février, la brigade attaque les positions des insurgés à Villaverde Bajo, mais retourne à Madrid pour intervenir dans la bataille du Jarama. Le 8, elle combat près de Vaciamadrid et, le 19 février, elle passe à l'attaque à El Pingarrón, dont elle occupe les tranchées à quatre reprises, avant d'être repoussée à chacun de ses assauts. Durant les combats, de nombreux officiels, y compris tous les chefs de bataillons et les soldats sont tués, conduisant la brigade à devoir se reconstruire à l'arrière. Après la fin des combats, la première brigade mixte est rattachée à la nouvelle 11e division républicaine. Le commandant Manuel López Iglesias, du bataillon galicien, devient alors commandant de la brigade.
Durant le mois de mars, l'unité mène une intervention remarquée dans la bataille de Guadalajara. Entre le 10 et le 14 avril, elle participe à nouveau à une attaque à la Colline des Anges, qui échoue. En mai, elle prend part à la petite offensive au sud de Tolède. Le bataillon des « milices galiciennes » se distingue au cours des combats. En juin, l'un de ses bataillons commandé par le chef Luis Rivas Amat se détache, servant de base à la création de la centième brigade mixte.
À l'été, elle se préparer à participer à une importante offensive sur le Front central, près de Madrid. Le 5 juillet, au cours d'une attaque nocturne, la Brigade infiltre les lignes franquistes et atteint la banlieue de Brunete. Deux jours plus tard, elle occupe Villanueva de la Cañada et continue à faire pression. Cependant, elle bat en retraite à la fin du mois de juillet avec le reste de la onzième division. Au cours de la bataille de Brunete, le commandant de la brigade, le cubain Alberto Sánchez, le chef d'État-Major Emilio Conejo et de nombreux officiels sont tués.

### Front d'Aragon
Après une période de répit, la brigade se rend à Aragon auprès du reste du 5e Corps d'Armée. Le 24 août, elle participe à l'offensive de Saragosse et attaque le secteur de Fuentes de Ebro, sans progresser. Le chef du bataillon « José Díaz » et son commissaire politique meurent au combat. Le commandement de la brigade passe aux mains du chef de milices Dionisio Hortelano.
En décembre, la première brigade mixte doit participer à l'Offensive de Teruel. Elle parvient à infiltrer les lignes ennemies en suivant les 9e et 100e Brigades Mixtes, avec le but d'occuper Concud et de couper l'arrière-garde franquiste. Mais la brigade attaque de front la localité au lieu de l'entourer et est immédiatement repoussée. Elle parvient cependant à occuper le village. Après la conquête de Teruel, la brigade rejoint le reste de la 11e division à l'arrière. Au printemps 1938, la brigade intervient dans l'offensive d'Aragon.

### Batailles en Catalogne
En avril, l'unité se retrouve prise au piège en Catalogne avec le reste des forces républicaines. En mai, elle doit servir de réserve stratégique pour l'offensive manquée de Balaguer, sans parvenir à intervenir. Le commandement de la brigade avait été réorganisé et l'unité rééquipée. Le commandement de la brigade, après le bref passage du chef de milices Eduardo Zamora Conde, est transmis au chef de milices José Arévalo.
Le 25 juillet, la brigade franchit le fleuve de l'Èbre et intervient dans la bataille qui dure près de quatre mois. Après avoir conquis Mora de Ebro, l'unité atteint la ligne défensive de Sierra de Pandols puis de Barranco de Santa Magdalena. Cependant, le 15 août, elle perd cette position et regagne Pandols jusqu'à la fin de la bataille. Au début du mois de novembre, la brigade se situe à nouveau sur la rive droite de l'Èbre, malgré des pertes nombreuses d'équipement et parmi ses troupes. Le commandement de l'unité passe au chef de milices José Montalvo.
Le 23 décembre, lorsque commence l'offensive franquiste en Catalogne, l'unité attend une réorganisation à Garrigues, mais elle est envoyée sur le Front du Segre pour combler les failles dans les lignes républicaines. Elle parvient pendant quelque temps à contenir l'offensive du Corpo Truppe Volontarie italien près des Borges Blanques. Cependant, face à la pression ennemie au début du mois de janvier 1939, la 1re BM bat en retraite vers le nord. Le 3 février, elle se trouve à Gérone, et le 5 elle résiste sur les rives du fleuve Ter. Le soir du 9 février, l'unité franchit la frontière française par Portbou et est dissoute.

## Commandements

### Commandants en chef
- Chef de milices : Enrique Líster ;
- Commandant d'Infanterie Manuel López Iglesias ;
- Chef de milices : Alberto Sánchez ;
- Chef de milices Francisco del Cacho Villarroig ;
- Commandant d'Infanterie Dionisio Hortelano Hortelano ;
- Chef de milices Eduardo Zamora Conde ;
- Chef de milices José Arévalo ;
- Chef de milices José Montalvo.

### Commissaires
- Manuel Puente, du PCE ;
- Santiago Álvarez Gómez, du PCE ;
- José Sevil Sevil, du PCE ;
- Angel Barcia Galeote, du PCE ;
- Fortunato Monsalve Almodóvar, du PCE.